# Kyaneshwor
Kyaneshwar (en népalais : क्यानेश्वर) est un comité de développement villageois du Népal situé dans le district de Sindhuli. Au recensement de 2011, il comptait 9 364 habitants.